# Elivélton
Elivélton (* 31. červenec 1971) je bývalý brazilský fotbalista.

## Reprezentace
Elivélton odehrál 13 reprezentačních utkání. S brazilskou reprezentací se zúčastnil Copa América 1993.

## Statistiky
| Brazílie | Brazílie | Brazílie |
| Roky     | Záp.     | Góly     |
| -------- | -------- | -------- |
| 1991     | 2        | 1        |
| 1992     | 3        | 0        |
| 1993     | 8        | 0        |
| Celkem   | 13       | 1        |